# Patrick Robert Sydnor Log Cabin
 (novembre 2021).
La Patrick Robert Sydnor Log Cabin est une cabane américaine située dans le comté de Mecklenburg, en Virginie. Cette cabane en rondins est inscrite au Virginia Landmarks Register depuis le 6 juin 2007 et au Registre national des lieux historiques depuis le 30 août 2007.